# 潘愉
潘愉（英語：Florence Y. Pan，1966年11月16日—），美国律师、法官，现任美国哥伦比亚特区联邦地区法院法官。

## 生平
潘愉出生于美国纽约市。其父亲潘无竞、母亲罗丹玲皆来自台湾，1961年赴美国留学。她的祖父潘培敏早年曾任中华民国行政法院推事、司法行政部政务次长。她于1988年毕业于宾夕法尼亚大学，以最优等成绩（summa cum laude）获理学士（B.S.）以及文学士（B.A.）学位。此后进入斯坦福大学法学院深造，1993年以优等成绩（cum laude）毕业，获法律博士学位。
潘愉于1995年至1998年间任职于美国司法部。此后进入美国财政部工作，曾任负责国内金融的财政部次长的资深顾问。1999年至2009年间，她担任哥伦比亚特区的联邦助理检察官。2009年起，出任哥伦比亚特区高等法院法官。2021年，拜登总统提名潘愉出任美国哥伦比亚特区联邦地区法院法官，以填补凯坦吉·布朗·杰克森升任联邦巡回上诉法院法官后留下的空缺。最终参议院以68票比30票通过了她的提名，她也由此成为了哥伦比亚特区联邦地区法院历史上的首位亚裔女性法官。

## 家庭
潘愉的丈夫马克斯·斯蒂尔亦为一名律师，是无党派非政府组织公共服务伙伴的主席。他们育有二子。